# الهباریه، حاصبیا
الهباریه (به عربی: الهبارية) یک منطقهٔ مسکونی در لبنان است که در بیروت واقع شده‌است.
 الهباریه  ۱٬۸۰۰ نفر جمعیت دارد.